# Велко Чубрилович
Вèлко Чубрѝлович (на сръбски: Вељко Чубриловић; юли 1886 – 3 февруари 1915) е босненски сърбин, революционер и участник в покушението срещу австро-унгарския престолонаследник Франц Фердинанд в Сараево, което се превръща във формален повод за започване на Първата световна война.

## Ранни години
Роден е през 1886 г. в Босна и Херцеговина. Учителства в малкото сръбско селище Прибой Майевички. През 1914 г. като член на младежката бунтовническа организация „Млада Босна“ се съгласява да помогне на преките участници в заговора за убийството. Неговият брат Васо Чубрилович е сред основните действащи лица.

## Сараевски атентат
На 28 юни 1914 г. срещу дошлия да наблюдава маневрите ерцхерцог Франц Фердинанд и съпругата му София Хотек е извършено покушение в центъра на Сараево. Целта на покушението е била само убийството на ерцхерцога и губернатора на Босна и Херцеговина ген. Оскар Потиорек, но в суматохата загива жената на престолонаследника. Пряко ангажираните лица с подготовката и убийството са седем, но само двама от тях успяват да влязат в действие: Неделко Чабринович, който хвърля бомбата по кортежа с гостите, но не улучва и бомбата избухва под колелата на следващата кола, и Гаврило Принцип, който убива двамата височайши гости от упор с пистолет.

## Присъда
След атентата сараевската полиция арестува не само преките участници, но и повечето членове на „Млада Босна“. Петима от тях са осъдени на обесване, като двама впоследствие са помилвани от самия император Франц Йосиф. Останалите, поради неизпълнено пълнолетие (навършени 21 години) или поради по-малката роля в подготовката на атентата са осъдени на дълги години тъмничен затвор. Деветима са оправдани, а един, Мухамед Мехмедбашич, успява да избяга. Младежката организация е разформирована и обявена извън закона.
Екзекуцията на Велко Чубрилович заедно с Данило Илич и Мишко Йованович е извършена на 3 февруари 1915 г.
Брат му, Васо Чубрилович, който е сред преките участници в събитието, но по това време е непълнолетен, е осъден на 16 години затвор. През 1918 г., след края на Първата световна война, е освободен от затвора, става известен сръбски учен и политик, и доживява дори падането на Берлинската стена, отивайки си на 93-годишна възраст през 1990 г.
|  | Тази страница частично или изцяло представлява превод на страницата Veljko Čubrilović в Уикипедия на английски. Оригиналният текст, както и този превод, са защитени от Лиценза „Криейтив Комънс – Признание – Споделяне на споделеното“, а за съдържание, създадено преди юни 2009 година – от Лиценза за свободна документация на ГНУ. Прегледайте историята на редакциите на оригиналната страница, както и на преводната страница, за да видите списъка на съавторите. ВАЖНО: Този шаблон се отнася единствено до авторските права върху съдържанието на статията. Добавянето му не отменя изискването да се посочват конкретни източници на твърденията, които да бъдат благонадеждни. |